# Жан-Лоран Коше
Жан-Лора́н Коше́, фр. Jean-Laurent Cochet (28 січня 1935, Роменвіль — 7 квітня 2020, Париж) — французький режисер, актор театру та кіно, викладач акторського мистецтва. Вважається однією з провідних персон французького театру та кінематографу.

## Біографія
Навчання почав у 1956 році в Паризькій Консерваторії в класі Рене Симона та Жанна Майє. З 1963 зіграв більш ніж 80 ролей.
У 1972 р. став професором Консерваторії Драматургії в Парижі. Як професор драматургії та акторського мистецтва підготував плеяду відомих французьких акторів театру і кіно. Серед них були такі відомі, як Жерар Депардьє, Рішар Беррі, Клод Жад та інші.